# Disclaimer (album)
Pour les articles homonymes, voir Disclaimer.
Albums de Seether
Fragile
(2000) Disclaimer II
(2004)
Singles
1. Fine Again
Sortie : août 2002
2. Driven Under
Sortie : février 2003
3. Gasoline
Sortie : mai 2003

Disclaimer est le premier album studio du groupe sud-africain de metal alternatif Seether, publié le 20 août 2002 sur le label Wind-up Records.

## Liste des chansons
| No  | Titre        | Durée |
| --- | ------------ | ----- |
| 1.  | Gasoline     | 2:49  |
| 2.  | 69 Tea       | 3:31  |
| 3.  | Fine Again   | 4:04  |
| 4.  | Needles      | 3:26  |
| 5.  | Driven Under | 4:34  |
| 6.  | Pride        | 4:07  |
| 7.  | Sympathetic  | 4:07  |
| 8.  | Your Bore    | 3:53  |
| 9.  | Fade Away    | 3:53  |
| 10. | Pig          | 3:22  |
| 11. | Fuck It      | 2:58  |
| 12. | Broken       | 4:18  |